# The High Strung
The High Strung er et band fra Detroit, Michigan. Bandet består af forsanger og guitarist Josh Malerman, bassist Chad Stocker og trommeslager Derek Berk.  Malerman og Berk gik på Michigan State University i de sene 199'ere før de flyttede til New York City. Bandet dannedes i Williamsburg, Brooklyn, da medlemmerne af det tidligere populære band baseret i East Lansing, Michigan, The Masons, ændrede deres navn og tilføjede Stocker til holdet. Detroit-guitaristen Stephen Palmer blev kort efter indspilningen af Dragon Dicks en del af gruppen.

## Diskografi
- 2000 – As Is
- 2001 – Soap
- 2002 – Sure as Hell
- 2002 – Hannah
- 2003 – These are Good Times
- 2003 – Follow Through On Your Backhand
- 2006 – Moxie Bravo
- 2007 – Get the Guests
- 2008 – CreEPy
- 2009 – Ode to the Inverse of the Dude
- 2010 – Live At Guantanamo Bay, Cuba (Download Only)
- 2010 – Dragon Dicks